# Rutger Kopland

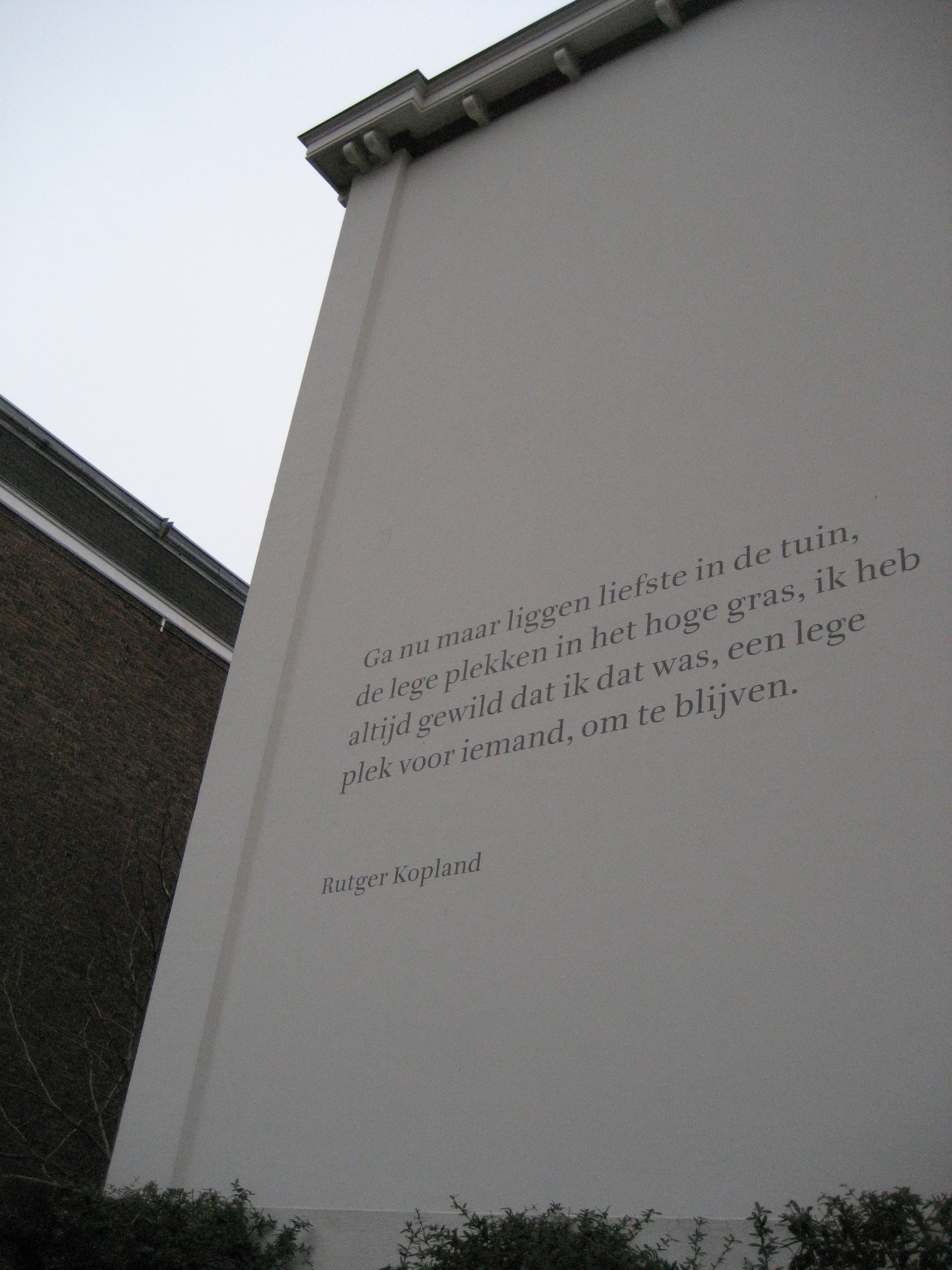
Poème mural (La Haye)

Rutger Kopland, pseudonyme de  Rutger Hendrik (Rudi) van den Hoofdakker, né à Goor le 4 août 1934 et mort à Glimmen le 11 juillet 2012, est un écrivain et poète néerlandais.

## Biographie
Poète, il est aussi, de 1981 à 1995, professeur de psychiatrie biologique à l’université de Groningue.
Il obtient de nombreux prix, dont le prix P.C. Hooft en 1988.

## Œuvres traduites en français
- Songer à partir, trad. de Paul Gellings, Paris, Éditions Gallimard, coll. « Du monde entier », 1986, 94 p.  (ISBN 2-07-070731-8)
- Souvenirs de l’inconnu, trad. de Paul Gellings, Paris, Éditions Gallimard, coll. « Du monde entier », 1998, 130 p.  (ISBN 2-07-074704-2)